# جورج بارکر (بازیکن فوتبال، زاده ۱۹۹۱)
جورج بارکر (انگلیسی: George Barker؛ زادهٔ ۲۶ سپتامبر ۱۹۹۱) بازیکن فوتبال اهل بریتانیا است.
از باشگاه‌هایی که در آن بازی کرده‌است می‌توان به باشگاه فوتبال گوسپورت بورو، باشگاه فوتبال ترانمره راورز، باشگاه فوتبال سوئیندون تاون، باشگاه فوتبال نیوپورت کانتی، باشگاه فوتبال بارنت، باشگاه فوتبال برایتون اند هوو آلبیون، و باشگاه فوتبال لوس اشاره کرد.